# Marca di Neustria

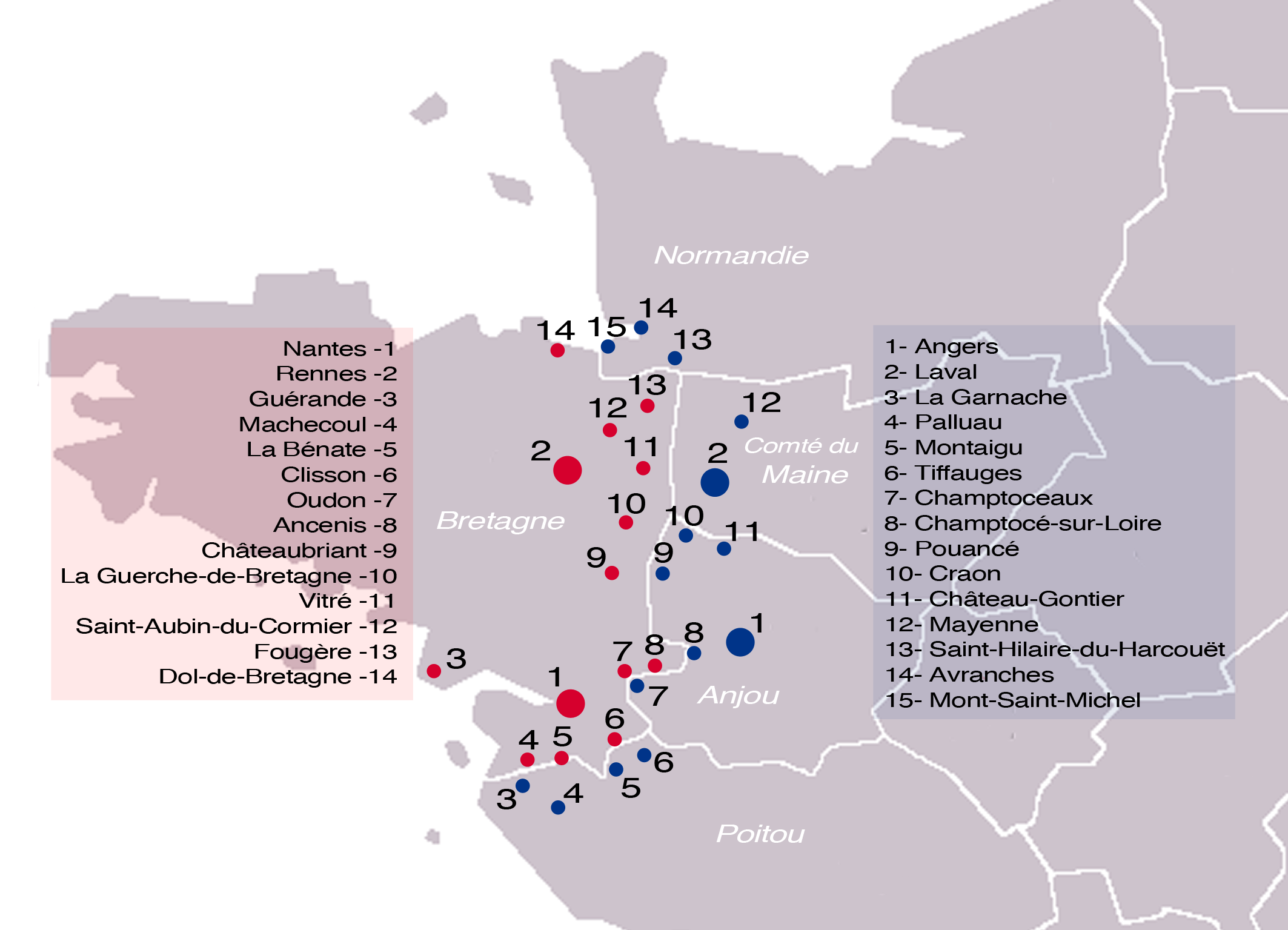
Fortezze della marca bretone

Le marche di Neustria furono due marche create nell'861 dal re carolingio del regno dei Franchi Occidentali Carlo il Calvo, governate da funzionari nominati dalla corona, noti come guardiani, prefetti o margravi (denominabili anche come "marchesi"). Inizialmente, una marca fu creata contro i bretoni e una contro i norreni, spesso chiamati rispettivamente marca bretone e marca normanna.
Nel 911 Roberto II, dal 922 anche re dei Franchi Occidentali, divenne margravio di entrambe le marche e prese il titolo di demarchus. La sua dinastia, denominata in seguito Capetingi, governò l'intera Neustria fino al 987, quando Ugo Capeto fu eletto re dei Franchi. A quell'epoca i conti della Neustria soggetti alla marca poterono ormai fronteggiare gli eventuali raid vichinghi e bretoni. Con l'ascesa sul trono dei Capetingi, non furono nominati altri margravi.

## Marca bretone
La marca originale della Bretagna fu creata e militarizzata sotto i Merovingi alla fine del VII o all'inizio dell'VIII secolo. Sebbene la sua esatta estensione sia sconosciuta e i suoi confini non coincidano con la successiva marca bretone; includeva i territori di Rennais e Nantais (in francese pays) e parti del Vannetais e del Maine. L'amministrazione si concentrò a Le Mans e il territorio alla fine prese il nome di ducatus Cenomannicus o ducato del Maine. Uno dei più famosi margravi ("Britannici limitis praefectus") fu Orlando, che morì nella battaglia di Roncisvalle nel 778 e diede origine a una famosa serie di leggende come esemplificato nell'omonimo Chanson de Roland.
Il re carolingio dei Franchi, Carlo il Calvo, ricreò la marca bretone nell'861 e nominò Roberto il Forte margravio. Nel 863 Carlo negoziò il Trattato di Entrammes con Salomone, re di Bretagna, in base al quale l'Angiò occidentale fu riconosciuto come parte della Bretagna e l'abbazia laica di Saint-Aubin in Angers fu concessa a Salomone, che si accomendò a Carlo e gli rese omaggio.
Roberto fu ucciso combattendo i vichinghi nell'866, rivelando come i confini delle marce non influenzarono i predoni con cui i margravi dovevano trattare né impedirono ai due margravi di cooperare nei rispettivi territori contro i comuni nemici dei Franchi. Ugo l'Abate succedette nell'ufficio e nel titolo a Roberto. Nel 885 Charles il Grosso riuscì ad ascendere al trono dei Franchi Occidentali e dopo la morte di Ugo nell'886, Carlo diede il titolo al figlio di Roberto il Forte, Oddone. Dopo la morte di Carlo nell'888 Oddone divenne re dei Franchi e nominò Roberto I margravio della marca bretone. Oddone morì nell'898 e gli successe il re Carlo III il Semplice che confermò i titoli e le proprietà di Roberto.

## Marca normanna
Adalardo il Siniscalco prestò servizio come guardiano della marca Normanna dall'861 all'865. La sua marca si estendeca sulla contea di Le Mans e si oppose immediatamente ai Rorgonidi, che controllavano la città. Essi intrigarono contro di lui e i suoi parenti, anch'essi potenti nobili della regione, fino a quando Carlo revocò loro le sovvenzioni e pose i Rorgonidi a capo della marca. In pace, Carlo trasferì la marca Normanna a Goffredo I, conte del Maine, appartenente ai Rorgonidi, seguito da Ragenoldo, che era stato margravio tra l'878 e l'885. Nell'885 Carlo il Grosso salì al potere nel regno dei Franchi Occidentali e nominò Enrico di Franconia margravio della marca Normanna. Nell'886 morì anche Enrico e Carlo il Grasso lo sostituì con Berengario II. Berengario morì nell'896 e non si sa chi gli successe.

## Marche unite
Nel 911 Carlo III il Semplice fece pace con il capo vichingo Rollone con il trattato di Saint-Clair-sur-Epte, che garantiva a Rollone la contea di Rouen.
A Roberto I, il margravio della marca bretone, fu concessa anche la marca normanna e le due entità si unirono permanentemente. Roberto prese il titolo di demarchus, un titolo detenuto in seguito anche da Rollone. Roberto I fu margravio fino alla sua morte nel 922; gli succedette Ugo il Grande, che fu margravio fino al 956, e poi Ugo Capeto, che divenne re dei Franchi nel 987.
Rouen fu la base del futuro ducato di Normandia. I normanni ampliarono gradualmente il loro territorio e vi incorporarono gran parte della Neustria. Quando Ugo Capeto divenne re dei Franchi nel 987, la storia della marca terminò, per essere sostituita dalla storia dei vari feudi comitali che riuscirono a salire al potere al suo interno.

## Elenco dei margravi
| Marca normanna - 861 – 865 Adalardo il Siniscalco (con Udo di Neustria e Berengario I) - 861 – 865 Udo di Neustria (con Adalardo il Siniscalco e Berengario I) - 861 – 865 Berengario I (con Adalardo il Siniscalco e Udo di Neustria) |                                                         | Marca bretone - 861 – 866 Roberto I il Forte |
| - 865 – 878 Goffredo I del Maine - 878 – 885 Ragenoldo del Maine - 884 – 886 Enrico di Franconia | - 866 – 886 Ugo l'Abate                                 |                                              |
| - 886 – 896 Berengario II di Neustria - – sconosciuto | - 886 – 888 Oddone - 888 – 911 Roberto II, marche unite |                                              |
| Marche unite - 911 – 922 Roberto II - 922 – 956 Ugo il Grande - 956 – 987 Ugo Capeto |                                                         |                                              |